# Yeongdong (huyện)
Yeongdong (Yeongdong-gun, âm Hán Việt: Vĩnh Đồng quận) là một huyện ở tỉnh Chungcheong Bắc, Hàn Quốc. Huyện này có diện tích 845,01 km², dân số năm 2001 là 57.424 người.  Trong thời chiến tranh Triều Tiên, huyện này là nơi có sự kiện No Gun Ri, nơi có nhiều thường dân bị giết hại.